# 上田丸子電鉄丸子線
上田丸子電鉄丸子線（うえだまるこでんてつまるこせん）は、かつて長野県上田市の上田東駅から電鉄大屋駅を経て、同県丸子町（現・上田市）の丸子町駅までを結んでいた上田丸子電鉄（現・上田交通）の鉄道路線。1969年（昭和44年）に廃止された。
上田市の市街地の東部にあった上田東駅を起点とし、信越本線（現・しなの鉄道線）信濃国分寺駅の少し上田駅寄りにあった八日堂駅から、信越本線に並行して電鉄大屋駅まで東進し、そこから南進して千曲川を渡り、丸子町の北部地区を通って丸子町駅までを結んでいた。

## 路線データ
- 路線距離（営業キロ）：上田東 - 電鉄大屋間 5.4km、電鉄大屋 - 丸子町間 6.5km、合計11.9km
- 軌間：1,067 mm
- 駅数：7→12→13→15→16
- 複線区間：なし（全線単線）
- 電化区間：全線電化（直流600 V）
  - 電鉄大屋 - 丸子町間は開業から1924年（大正13年）まで蒸気機関車による運転であった。電化にあたり大屋変電所を建設して明電舎製回転変流器（300 kW）1台により運転した[1]。1926年（大正15年）4月に同型を増設し常用1予備1とした[2]。1953年（昭和28年）9月に東京急行電鉄（現東急電鉄。以下、東急と略す）よりブラウン・ボベリ製水銀整流器（600 kW）を譲受け、750 Vに昇圧した[3]。

## 歴史
丸子線は郷土の製糸業者が中心になって1916年（大正5年）に設立した丸子鉄道（株）によって、1918年（大正7年）11月21日に大屋（のちの電鉄大屋） - 丸子町間を、それから7年後の1925年（大正14年）に上田東 - 大屋間を開通させた。1943年（昭和18年）10月21日に丸子鉄道（株）が（株）上田電鉄（1939年（昭和14年）8月30日に（株）上田温泉電気軌道から社名変更）と合併して上田丸子電鉄（株）となった際、線名がつけられて丸子線となった（それまでは丸子鉄道線だった）。開通したいきさつから、貨物で上田市と丸子町を連絡するイメージの強い路線となっていた。
しかし1960年以降は貨物輸送の主流がトラックに移り、さらに路線全体が国道と並行していたため、これらモータリゼーションの台頭により赤字路線に転落した。さらに信越本線が大屋 - 上田間を複線化する際に沿線にあった信濃国分寺遺跡保存が支障となったため、この区間で同線と並行していた丸子線の路盤を複線化用地として譲り渡すことになった。ところが地元の了解をとりつけたものの今度は並行バスを運行していた千曲バスと代行バスの本数について折り合いがつかず廃止が決まらなかった。新潟陸運局が調停に乗り出し上田-丸子間千曲バス62往復上田丸子電鉄41往復でまとまり、1969年（昭和44年）4月20日廃止となった。
- 1912年（明治45年）2月27日 - 丸子鉄道、大屋（のちの電鉄大屋） - 丸子（のちの丸子町）間の鉄道敷設免許申請[5]。
- 1913年（大正2年）5月10日 - 鉄道院（のちの鉄道省、現国土交通省）から鉄道敷設免許状が下付[6]。
- 1916年（大正5年）9月17日 - 丸子鉄道株式会社設立（本社丸子町）[7]。 ※上田交通ではこの年を創立年としている。
- 1917年（大正6年） - 大屋 - 丸子町間工事開始。
- 1918年（大正7年）11月21日 - 丸子鉄道線大屋 - 丸子町間開業[8]。蒸気運転。
（※この年開業した駅＝大屋、信濃石井、長瀬、下丸子、中丸子、上丸子、丸子町）
- 1922年（大正11年）9月5日 - 丸子鉄道、上田東 - 大屋間の鉄道敷設免許を鉄道省（現国土交通省）に申請[5]。
- 1923年（大正12年）6月16日 - 鉄道省から鉄道敷設免許状が下付[9]。
- 1924年（大正13年）
  - 上田東 - 大屋間工事開始。
  - 3月15日 - 大屋 - 丸子町間が電化される[5]。
- 1925年（大正14年）8月1日 - 丸子鉄道線上田東 - 大屋間開通（丸子線全通）[10]。
（※この年開業した駅＝上田東、染屋、上堀、八日堂、岩下）
- 1928年（昭和3年）8月 - 水害により千曲川にかかる大屋鉄橋の一部が流出する[11]。
- 1933年（昭和8年）
  - 3月23日 - 省営自動車和田峠北線（丸子町（丸子鉄道丸子町駅）-上和田間）、和田峠南線（下諏訪-岡谷（中央本線岡谷駅）間）運輸営業開始[12]
  - 10月14日 - 省営自動車運輸営業開始（上和田-下諏訪間）。岡谷-丸子町間を和田峠線に改称[13]
- 1934年（昭和9年）4月15日 - 長瀬 - 下丸子間に上長瀬開業[14]。
- 1935年（昭和10年）7月 - 下丸子を信濃丸子と駅名変更[15]。
- 1943年（昭和18年）10月21日 - （株）上田電鉄と丸子鉄道（株）が合併し上田丸子電鉄（株）に。上田東 - 丸子町間を丸子線とする。
- 1950年（昭和25年）12月 - 信濃丸子を丸子鐘紡と駅名変更[15]。
- 1951年（昭和26年）8月20日 - 西丸子線寿町駅と上丸子駅を結ぶ連絡線について経営合理化のために敷設は適当であると答申される[16]。
- 1956年（昭和31年）
  - 3月 - 電鉄大屋駅舎完成。大屋 - 長瀬間に下長瀬開業[15]。
  - 8月10日 - 大屋を電鉄大屋と駅名変更[15]。
- 1961年（昭和36年）3月 - 八日堂 - 岩下間に神川開業[15]。岩下 - 電鉄大屋間に東特前開業[15]。
- 1967年（昭和42年）1月24日 - 上田丸子電鉄（株）、丸子線の廃止を運輸省（現国土交通省）に申請 [17]。
- 1969年（昭和44年）4月20日 - 丸子線上田東 - 丸子町間廃止[17]。

## 輸送・収支実績
| 年度 | 乗客（人） | 貨物量（トン） | 営業収入（円） | 営業費（円） | 益金（円） | その他益金（円）  | その他損金（円）          | 支払利子（円） | 政府補助金（円） |
| ---- | ---------- | -------------- | -------------- | ------------ | ---------- | ----------------- | ------------------------- | -------------- | ---------------- |
| 1918 | 4,375      | 109            | 552            | 1,124        | ▲ 572      |                   |                           | 982            |                  |
| 1919 | 313,938    | 26,682         | 48,401         | 33,669       | 14,732     | 会計検査改算4,301 |                           | 16,480         |                  |
| 1920 | 358,754    | 32,918         | 67,306         | 43,779       | 23,527     |                   |                           |                | 622              |
| 1921 | 313,296    | 31,684         | 70,973         | 39,990       | 30,983     |                   |                           |                |                  |
| 1922 | 365,708    | 40,037         | 85,299         | 45,653       | 39,646     |                   |                           |                |                  |
| 1923 | 377,110    | 35,035         | 85,496         | 46,631       | 38,865     |                   |                           | 13,304         | 3,961            |
| 1924 | 447,927    | 44,883         | 99,710         | 40,241       | 59,469     |                   |                           | 12,445         | 2,106            |
| 1925 | 587,164    | 44,559         | 116,128        | 41,573       | 74,555     |                   | 償却金3,000               | 20,050         |                  |
| 1926 | 882,229    | 45,315         | 151,935        | 60,407       | 91,528     |                   | 償却金2,000               | 38,256         |                  |
| 1927 | 900,872    | 48,247         | 145,632        | 58,477       | 87,155     |                   |                           | 33,185         | 4,364            |
| 1928 | 962,318    | 56,020         | 152,000        | 75,908       | 76,092     |                   | 雑損24,424                | 28,964         | 6,947            |
| 1929 | 1,009,051  | 54,475         | 156,494        | 68,974       | 87,520     |                   | 償却金8,825               | 25,674         | 4,813            |
| 1930 | 887,956    | 38,611         | 127,401        | 59,687       | 67,714     |                   |                           | 25,038         |                  |
| 1931 | 841,944    | 34,749         | 107,715        | 54,461       | 53,254     |                   | 償却金5,000               | 25,418         |                  |
| 1932 | 708,672    | 26,200         | 88,504         | 46,914       | 41,590     |                   | 自動車521 償却金12,500    | 25,733         |                  |
| 1933 | 704,521    | 29,698         | 91,302         | 51,723       | 39,579     |                   | 雑損償却金13,561          | 24,642         |                  |
| 1934 | 685,956    | 26,604         | 86,087         | 49,279       | 36,808     |                   | 自動車603 償却金13,000    | 22,120         |                  |
| 1935 | 575,350    | 29,991         | 89,352         | 50,911       | 38,441     |                   | 自動車548 償却金11,500    | 19,899         |                  |
| 1936 | 704,980    | 36,695         | 99,052         | 54,254       | 44,798     |                   | 自動車1,154 雑損3,000     | 19,974         |                  |
| 1937 | 752,744    | 29,142         | 98,675         | 59,381       | 39,294     | 自動車143         | 自動車268 雑損償却金4,516 | 18,622         |                  |
| 1939 | 961,987    | 36,544         |                |              |            |                   |                           |                |                  |
| 1941 | 1,448,860  | 48,607         |                |              |            |                   |                           |                |                  |
| 1943 | 803,247    | 24,838         |                |              |            |                   |                           |                |                  |

- 鉄道院鉄道統計資料、鉄道省鉄道統計資料、鉄道統計資料、鉄道統計、国有鉄道陸運統計各年度版

## 車両

### 丸子鉄道時代の車両
開業時用意された車両は蒸気機関車1両と2軸客車3両、貨車2両。翌年蒸気機関車1両と2軸客車2両を増備した。電化により車両を置き換えし、合併直前の在籍車両は電気機関車2両、電車4両、ガソリンカー1両、貨車6両であった。

#### 蒸気機関車
- 1 - 開業時に尾西鉄道より購入したアメリカボールドウィン社製タンク式蒸気機関車。電化後伊勢鉄道に譲渡。詳細は「尾西鉄道己形蒸気機関車」を参照。
- 2 - 開業の翌年越後鉄道により購入したイギリスナスミス社製タンク式蒸気機関車。電化後も予備として残り（統計は未計上）、1938年に昭和肥料に譲渡。詳細は「越後鉄道6形蒸気機関車」を参照。

#### 客車
- ハ1・ハブ1・ハニブ1 - 開業時に用意された1918年加藤製作所製の新製車。1922年にハ１、ハブ1がロハ1、ロハブ1に改造される。電化後に廃車
- ハ2・ハブ2 - 開業の翌年に国鉄より払下げされた1872年製の旧番ハ1001.1000[18]とされている。後にハ2→ハ1に改番。電化後廃車。ハブ2は1936年貨車に改造される。

### 上田丸子電鉄時代の車両
丸子線は別所線、真田傍陽線と出自が異なり、また線路も直接つながっていないため、三線相互間の車両異動は多くなかった。

#### 電車
- モハ2320形  - 2321・2322
近江鉄道の12 m級の小形車、クハ23・25を譲受した車両。1949年（昭和24年）に上田丸子入線時に電動車化された。2322は当初別所線所属だった。当初は非貫通だったが1962年（昭和37年）にサハ41との編成を組むにあたり、2321のパンタグラフ側、2322の非パンタグラフ側が貫通化された。廃線後は2321が銚子電気鉄道に譲渡され、同社のデハ500形501となった。
- モハ2340形  - 2341・2342
山梨交通のモハ7・8を譲受した車両。1963年（昭和38年）に購入した当時は、以前の番号で八日堂駅に留置されていたが、まもなく改良工事がなされて入線。廃線後は江ノ島鎌倉観光へ譲渡され、同社の800形となった。山梨県内で静態保存中。
- モハ3220形  - 3221→3223・3222→3224
元目黒蒲田電鉄モハ1形であるモハ3213・3214に、サハ20形25・26の車体を載せて鋼体化及び全長を延長した車両。
- モハ3330形 - 3331・3332
丸子鉄道が大屋 - 丸子町間の電化時に新造したホ100形。上田丸子発足時にモハ110形となり、1950年（昭和25年）の改番でモハ3130形となった。その後主制御器を直接式からカム軸式に変更し、モハ3330形となった。1965年（昭和40年）に廃車。
- モハ3350形 - 3351・3352
丸子鉄道が上田東 - 大屋間延長時に増備したホ200形。モハ3330形と同様の改番・改造でモハ210形、モハ3150形とを経てモハ3350形となった。飾り窓が特徴の木造ボギー車で、最後まで使用されていた木造車である。晩年は中間にサハ27を挟んだ3両編成で運用された。
- モハ4360形 - 4361 - 4363
元東急デハ3100形3110 - 3112。東急の昇圧時に昇圧改造されなかった3両を譲受。
- モハ5270形・クハ270形 （初代） - 5271・271
東急クハ3220形3222・3224の車体流用車。
- サハ20形 - 27
元神中鉄道→東武鉄道の気動車改造車。入線当初はモハ2320形の中間車だったが、後にモハ3350形の中間車になった。
- サハ40形 - 41
飯山鉄道の買収ガソリンカー、キハ100形の払い下げ車。当初は別所線で使われていたが、41が丸子線に転じ、27に代わりモハ2320形の中間車となった。廃線後は別所線に戻り1984年（昭和59年）に廃車されるまで使用されていた。1949年（昭和24年）の購入時はハフ100形101と称していた。

丸子線ではこのほかにモハ3120形（3121・3122）とモハ3210形（3211 - 3212）も使用されていた。

#### 電気機関車
- ED2210形  - ED2211
1937年（昭和12年）に丸子鉄道B2として新造された箱形電気機関車。番号はED2を経てED2111、主制御器の改造でED2211となる。デッキがなく、電動貨車のような外観だった。
- ED25形  - ED251
宇部鉄道の買収電機の払い下げ車で、国鉄時代と同番号である。廃線後は別所線へ転じ、1986年（昭和61年）の同線昇圧まで使われた。
- EB4110形  - EB4111
丸子鉄道が大屋 - 丸子町間電化時に新造した凸形二軸電気機関車A1で、EB1を経てEB4111となる。1963年（昭和38年）に別所線に転じ、1975年（昭和50年）に廃車された。

### 車両数の推移
| 年度      | 機関車 | 機関車 | 電車 | ガソリンカー | 客車 | 貨車 | 貨車 |
| 年度      | 蒸気   | 電気   | 電車 | ガソリンカー | 客車 | 有蓋 | 無蓋 |
| --------- | ------ | ------ | ---- | ------------ | ---- | ---- | ---- |
| 1918      | 1      |        |      |              | 3    | 1    | 1    |
| 1919      | 2      |        |      |              | 5    | 1    | 1    |
| 1920-1924 | 2      |        |      |              | 5    | 2    | 1    |
| 1924      | 1      |        | 2    |              | 5    | 2    | 1    |
| 1925-1934 |        | 1      | 4    |              | 5    | 2    | 1    |
| 1935      |        | 1      | 4    | 1            | 1    | 3    | 1    |
| 1936      |        | 1      | 4    | 1            |      | 4    | 1    |
| 1937      |        | 2      | 4    | 1            |      | 4    | 1    |

- 鉄道院鉄道統計資料、鉄道省鉄道統計資料、鉄道統計資料、鉄道統計各年度版及び小林 (1963)より

## 駅一覧
- 全駅長野県に所在。
- 接続路線、市町村名は廃止時点のもの。
  - 日本国有鉄道信越本線は現・しなの鉄道線。
  - 丸子町は現・上田市。

| 駅名       | 駅間キロ | 営業キロ | 接続路線                         | 所在地        |
| ---------- | -------- | -------- | -------------------------------- | ------------- |
| 上田東駅   | -        | 0.0      |                                  | 上田市        |
| 染屋駅     | 0.9      | 0.9      |                                  | 上田市        |
| 上堀駅     | 0.9      | 1.8      |                                  | 上田市        |
| 八日堂駅   | 1.0      | 2.8      |                                  | 上田市        |
| 神川駅     | 0.6      | 3.4      |                                  | 上田市        |
| 岩下駅     | 0.6      | 4.0      |                                  | 上田市        |
| 東特前駅   | 0.8      | 4.8      |                                  | 上田市        |
| 電鉄大屋駅 | 0.6      | 5.4      | 日本国有鉄道：信越本線（大屋駅） | 上田市        |
| 信濃石井駅 | 1.1      | 6.5      |                                  | 小県郡 丸子町 |
| 下長瀬駅   | 1.0      | 7.5      |                                  | 小県郡 丸子町 |
| 長瀬駅     | 0.6      | 8.1      |                                  | 小県郡 丸子町 |
| 上長瀬駅   | 0.7      | 8.8      |                                  | 小県郡 丸子町 |
| 丸子鐘紡駅 | 0.9      | 9.7      |                                  | 小県郡 丸子町 |
| 中丸子駅   | 0.7      | 10.4     |                                  | 小県郡 丸子町 |
| 上丸子駅   | 0.8      | 11.2     |                                  | 小県郡 丸子町 |
| 丸子町駅   | 0.7      | 11.9     |                                  | 小県郡 丸子町 |

## 未成区間
上田丸子電鉄（現：上田交通）の前身である上田温泉電気軌道の青木線が、上田駅と松本駅を結ぶ路線として計画されていて、同線が廃止された後、松本電気鉄道（現在のアルピコ交通）と合弁で上田松本電鉄を設立、両駅を結ぶ鉄道を計画していたが、もうひとつの前身である丸子鉄道も、松本駅を結ぶ路線を計画していたのである。1992年に刊行された『丸子町史』歴史編下巻近・現代編に、幻の丸子鉄道路線図として紹介された開業時の『丸子鐡道線路圖』が掲載されているが、それによると終点の丸子町駅から内村温泉郷の霊泉寺温泉・鹿教湯温泉を通り、そこから東筑摩郡四賀村（現：松本市） - 浅間温泉を経て松本駅に達するというものであった。だがトンネル工事という点で問題があったため、実現には至らなかった。
ちなみに浅間温泉と松本駅を結ぶ路線は、筑摩電気鉄道（現在のアルピコ交通）によって浅間線として実現している（その後廃止）が、こちらは路面電車である。
また、合併後に丸子線と西丸子線を接続することで車両や車両工場の合理化を図ることを目的に寿町駅と上丸子駅を結ぶ連絡線が計画され、運輸省からの答申も取得したが、実現に至らなかった。

## 廃線後の状況
- 丸子町駅 - 電鉄大屋駅間は廃止後丸子町道（現在は上田市道）として整備された。また鉄橋はアスファルトが敷き詰められ大石橋として転用されていたが、2001年に台風により橋脚流失で一部崩壊したため、解体された。現在は道路橋としての大石橋が完成し使用されている。解体の後、大石橋の部材の一部は保存され、2007年に旧丸子町内の内村川にかかる歩道橋（新名称：りんどう橋）として、移転・再生されている。
- 八日堂駅 - 電鉄大屋駅間の信越本線並行区間の一部は、信越本線の複線化用路盤に転用された。
- 丸子線の廃止後、長らく上田交通による代替バス（緑ヶ丘西 - 上田駅 - 大屋駅前 - 丸子町）が運行されていたが利用者の大幅な減少を受けて1995年頃に撤退している。丸子線の区間に相当する路線バスは、千曲バスの鹿教湯線（下秋和 - 上田駅 - 大屋駅前 - 丸子町 - 鹿教湯温泉）がある。
- 路線の両端の駅であった上田東駅と丸子町駅跡はそのまま上田交通の土地となったが現在はどちらもチェーン店のドラッグストアとなっている。なお、現在でも丸子町駅跡のバス停の車止めにかつてのレールが使用されており当時を偲ぶ貴重な遺産となっている。